# Niemy krzyk (film)
Niemy krzyk (ang. Mute Witness) - thriller z 1994 roku. Film dostępny też w Polsce pod tytułem Niemy świadek.

## Treść
Akcja toczy się w Moskwie, gdzie grupa filmowców z Wielkiej Brytanii kręci horror. W nocy, po zakończeniu zdjęć w studiu, niema charakteryzatorka Billy Hughes staje się przypadkowo świadkiem wyjątkowo bestialskiego morderstwa. Wkrótce potem zbrodniarze zaczynają polowanie na nią.

## Obsada
- Marina Zudina - Billy Hughes
- Fay Ripley - Karen Hughes
- Evan Richards - Andy Clarke
- Oleg Jankowski - Larsen
- Sergei Karlenkov - Lyosha
- Alec Guinness - Reaper
- Nikołaj Pastuchow - Janitor
- Stephen Bouser - Lovett
- Valeri Barakhtin - Mitja